# Hampus Näsström
Gunnar Hampus Näsström (Norrköping, 18 dicembre 1994) è un calciatore svedese, difensore o centrocampista del Landskrona BoIS.

## Carriera
Näsström ha fatto parte fino al 2013 del settore giovanile dello Smedby AIS, piccolo club con sede nei pressi della sua città natale Norrköping. Quell'anno ha anche disputato la sua prima partita in prima squadra in Division 2, il quarto livello del calcio svedese. Nel 2014, diciannovenne, il suo utilizzo è cresciuto avendo giocato 18 partite di campionato (di cui 14 da titolare) sulle 26 previste dal calendario.
È poi sceso di una categoria con l'approdo al Lindö FF, club all'epoca militante in quinta serie. La sua permenenza qui è durata solo una stagione.
Il 31 marzo 2016, prima dell'inizio del campionato, è approdato all'IK Sleipner con cui, nel corso dell'annata si è ritagliato uno spazio dal primo minuto. La squadra tuttavia ha chiuso la Division 1 2016 all'ultimo posto, retrocedendo dalla terza alla quarta serie. Ha giocato nello Sleipner anche nel 2017, annata conclusa dai biancoblu al secondo posto del proprio raggruppamento di Division 2.
A partire dal 2018 gioca in un'altra squadra dell'area della città di Norrköping, il Sylvia. Al primo anno contribuisce, con 25 presenze tutte da titolare, alla promozione del club bianconero dalla quarta alla terza serie. Mantiene il proprio posto da titolare anche in tutte e tre le stagioni seguenti, trascorse appunto in terza serie, fino al raggiungimento della scadenza contrattuale.
In parte del precampionato 2022 si è allenato con l'IFK Norrköping, la principale società della sua città natale, ma il 9 febbraio viene annunciato il suo ingaggio da parte di un'altra squadra del campionato di Allsvenskan quale l'IFK Värnamo. Il 3 aprile debutta nella massima serie subentrando nel secondo tempo della prima giornata, persa 2-1 sul campo dell'IFK Göteborg. La sua prima annata in Allsvenskan si è conclusa con 24 presenze di cui 7 da titolare. L'anno seguente ha trovato maggiore spazio nell'undici titolare, con 17 presenze dal primo minuto su 27 partite di campionato giocate. Nell'Allsvenskan 2024, invece, le partite iniziate dal primo minuto sono state 13 su 24 presenze. Al termine di questo triennio, in cui ha disputato i primi tre campionati di Allsvenskan della sua carriera, ha lasciato la squadra alla scadenza del contratto, adducendo che il precedente direttore sportivo, Enes Ahmetovic, aveva manifestato l'intenzione di rinnovargli il contratto, ma da quando il dirigente se n'è andato nel mese di agosto non ha poi più ricevuto alcuna comunicazione dalla dirigenza biancoblù riguardo a un possibile rinnovo.
Svincolato, il 17 marzo 2025 è passato a parametro zero al Landskrona BoIS, formazione del campionato di Superettan, la seconda serie nazionale.